# 앙코르 유적
앙코르(Angkor)는 캄보디아의 북서부 똔레삽 호수 북쪽에 있는 유적으로, 9세기부터 15세기까지 캄보디아에 있던 옛 크메르 제국의 수도였다.

## 앙코르 왕조
앙코르 시대를 정확하게 정의하면, 802년 크메르의 힌두교도 황제 자야바르만 2세가 자신 스스로 "만국의 군주", "신왕"이라고 선언을 했을 때부터 시작이 되며, 타이의 침략자들이 1431년 크메르의 수도를 약탈하여, 프놈펜의 남쪽으로 이주를 한 1431년까지를 말한다.

## 건국왕 자야바르만 2세

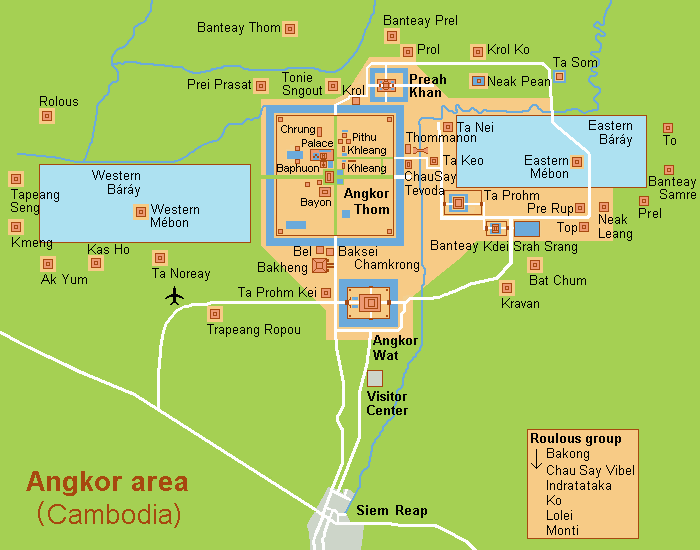
앙코르 지역의 지도

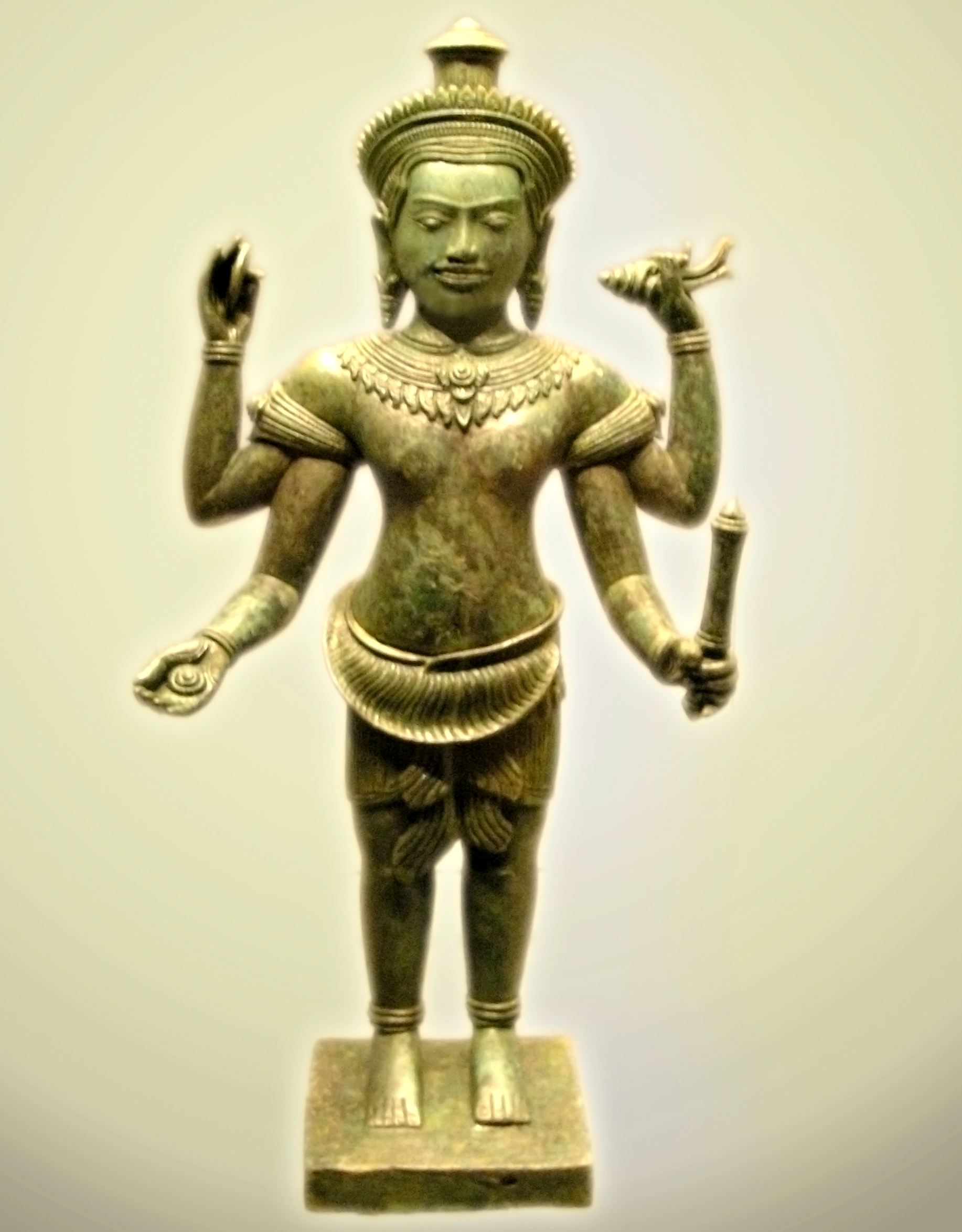
11~12세기의 비슈누 상

앙코르 시는 크메르 제국의 황제 자야바르만 2세에 의해 창건되기 시작했다. 신왕(神王)이라 자칭한 그는 권력과 부를 과시하고 사후에 신과 합체한다는 신앙심으로 300년에 걸쳐 수도 앙코르를 건설한다.
앙코르 왕조를 처음 개창한 자야바르만 2세(802년-850년)는 825년 불교에서 말하는 이상세계인 수미산(Sumeru)처럼 높은 산의 꼭대기에 신이 머문다는 힌두교의 전설에 따라 씨엠립(Siem Reap)에서 앙코르 톰 남문 왼편에 있는 프놈 쿨렌(Phnom Kulen) 언덕에 왕조를 건설하고, 나라 이름을 캄부자(Kambuja)로 정한다. 훗날 캄부자는 캄푸치아(Kampuchea)가 되었고, 1431년 태국의 시암족인 아유타야 왕조가 앙코르를 함락시킨 이후부터는 지금처럼 앙코르(Angkor)라고 불리기 시작했다.
앙코르 왕조는 802년-1432년까지 630여년간 28명의 왕을 말한다. 앙코르 왕조는 1170년 베트남 남부에서 살고 있던 참족(Champa)에게 정복 당하기도 했으나, 자야바르만 7세(1181년-1201년)가 이를 물리치고 그 뒤로 600년 넘게 번영을 누리도록 기초를 확립했다. 바르만 '승리의 수호자'라는 칭호를 가진 자야바르만은 원래 왕족이 아니라 지방호족 출신이었다. 군사적 천재이며, 행정적 수완도 대단한 그는 앙코르 와트의 벽면에도 조각되어 있다.
이들의 최초의 종교는 힌두교에서 시작하여 점차 관세음보살 신앙으로 자리를 잡아간 탓에 앙코르에는 힌두교와 불교 미술 모두를 볼 수 있어 그 전체가 하나의 미술관이나 다름없다. 앙코르 왕국의 기록은 남아 있지 않다. 다만 사원 벽화에 새겨진 산스크리트 어로 그 역사를 짐작할 뿐이다.

## 수르야바르만 2세와 앙코르 왓의 건설
앙코르 정권의 주사원이었던 앙코르 왓은 1113년부터 1150년 사이에 수르야바르만 2세에 의해 건설되었다. 수르야바르만은 왕자의 난에서 승리하여 왕좌를 쟁취하였다. 앙코르왓의 기록에서는 전투의 과정과 경쟁 왕자의 전투용 코끼리 위에 올라가 그를 죽이는 장면을 기록하고 있다.
전쟁과 외교를 통해 정치적인 안정을 다진 후에 굳건한 내치 경영을 하며, 그의 왕실 전용 사원 능묘로 앙코르왓의 건설을 시작하였다. 크메르 왕국의 전통을 깨고, 당시 인도에서 태동하기 시작한 힌두교의 영향을 받아 시바에게 봉헌하는 사원이 아니라 비슈누에게 봉헌하는 사원을 지었다. 사원의 중앙에 신들의 고향인 수미산을 의미하는 탑을 쌓고 사방에 1km 이상이 되는 외벽을 쌓았다. 외벽은 세상을 나타내는 산을 말하고, 해자는 바다를 의미한다. 그런 다음 수르야바르만 2세는 외벽에 신화의 역사를 남기기 위한 부조를 조각하게 했다.

## 자야바르만 7세, 앙코르 왕조의 가장 위대한 왕

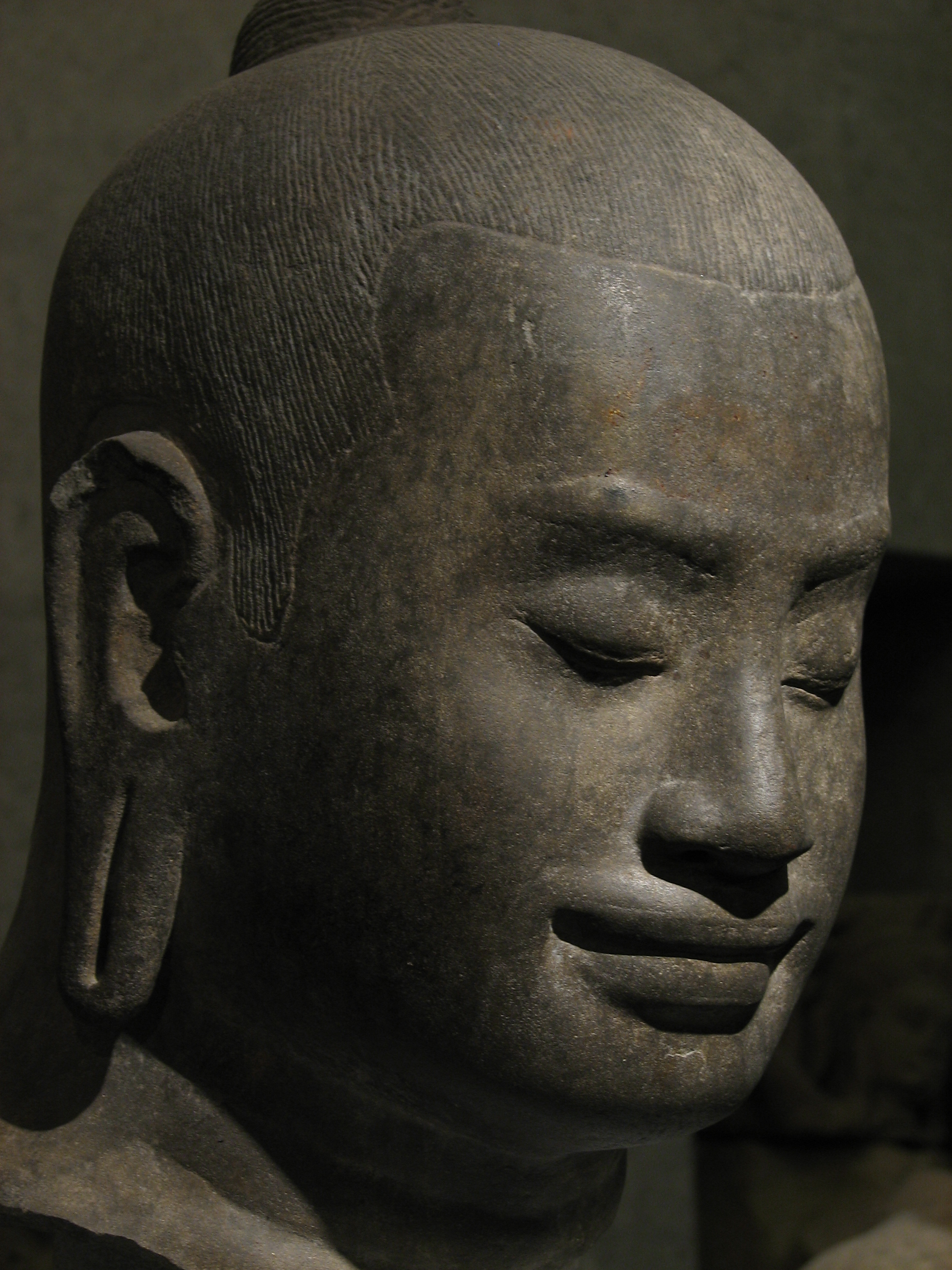
파리동양박물관의 자야바르만 7세의 상

1150년 수르야바르만이 죽자, 왕국은 내전의 풍화에 휩싸이게 되었다. 이 기회를 틈타 지금의 베트남 남부에 있던 참파가 1177년 메콩강과 똔레삽 호수를 타고 수로로 침공을 하였다. 참파는 크메르의 수도인 야소다라푸라를 약탈하고, 왕을 죽이는 데 성공한다. 그러나 나중에 자야바르만 7세가 되는 크메르의 왕자는 가신들을 거느리고 호수와 육지의 전투에서 승리하여 참족을 물리친다. 1181년 자야바르만은 왕좌에 등극하고, 앙코르 왕조의 가장 위대한 왕이 되었다. 폐허가 된 야소다라푸라에 자야바르만은 성벽도시인 앙코르 톰과 바이욘 사원을 건설한다. 바이욘 사원의 석벽 부조는 참족과 왕의 전투 장면뿐만 아니라 부근의 촌락민들의 삶을 묘사하고 있다.
자야바르만 때는 타 프롬과 프레아 칸과 같은 사원이 건설하여, 그의 부모에게 바친다. 이 대형 공사로 인해 국가의 종교는 힌두교에서 대승 불교로 바뀌게 된다. 자야바르만 자신이 불교 신자가 되었기 때문이다. 자야바르만 7세의 통치기간 동안 힌두교 사원은 모두 부처로 상을 모셔두게 된다. 그리하여 앙코르 와트도 불교 사원이 된다. 그의 사후에 힌두교는 다시 부활하게 되고, 14세기에 소승 불교가 자리를 잡을 때까지 불상을 훼손하는 대규모의 운동이 벌어진다.

## 중국 사신 주달관의 진랍풍토기
1296년 중국 원나라의 사신으로 주달관(周達觀)(1266년-1346년)이 앙코르에 도착하게 된다. 주달관은 원나라 저장성 온주 사람으로 원나라 테무르 칸의 사신으로 1296년 온주를 떠나 푸저우 항을 거쳐 하이난을 경유하여, 안남을 거쳐 캄보디아 캄퐁 참의 도시에 메콩강 수로로 도착하게 된다. 이곳에서 똔레삽 호수로 작은 배로 갈아타고 12일을 항해하여 당시 수도인 앙코르 톰에 도착하였다.
주달관은 인드라바르만 3세가 통치하는 이곳 크메르 수도에 1년을 머물면서 크메르 사회를 관찰한 40장 분량의 기록 진랍풍토기(眞臘風土記)를 남긴다. 그는 종교나, 법제도, 왕위, 농경, 노예제도, 새, 식물, 목욕, 의식주, 도구, 동물, 상거래 등의 자세한 기록을 남겼다. 그의 기록은 현재 앙코르를 이해하는 데 가장 중요한 사료로 평가받으며, 또한 재미있는 여행기로 남아 있다.

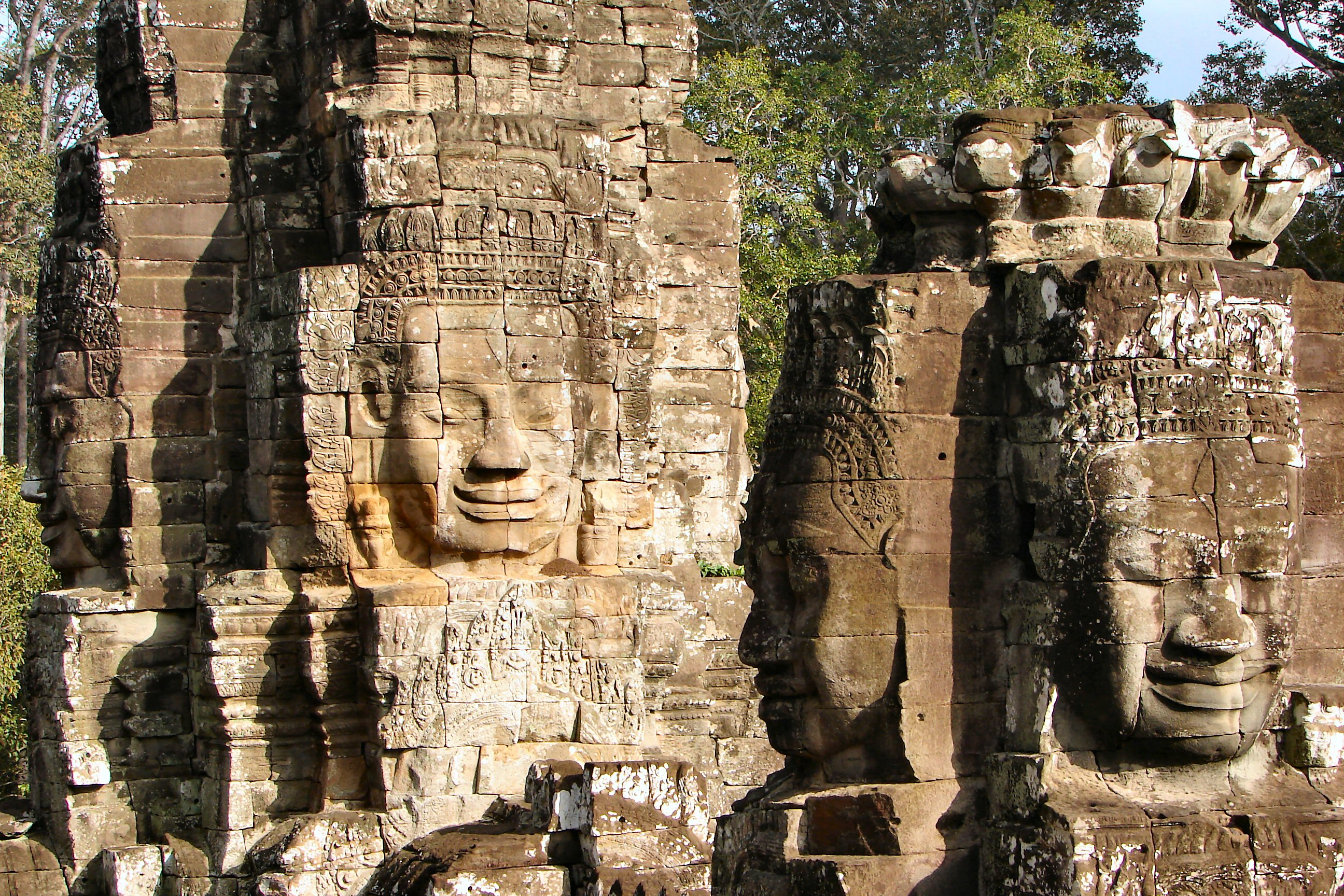
바이욘

## 앙코르 왕조의 최후
앙코르 문명 자체는 13세기~14세기를 거치면서 쇠락해졌지만, 일반적으로 앙코르 왕조의 몰락은 1431년 타이 침략자들에 의해 시작되었다고 평가된다. 15세기에 이르러 불교 사원이 있는 앙코르 왓을 제외하고는 대부분의 것들이 버려진다. 여기에 대해서는 이론들이 분분하다.

### 타이와의 전쟁
크메르의 수도가 버려지게 되는 가장 유력한 설은 시암의 침략으로 인한 것이다. 계속되는 전쟁으로 주달관이 방문을 하게 되는 시기에 이미 활력이 떨어지고 있었다. 그의 기록에서 주달관은 이러한 전쟁으로 국토가 전부 황폐해졌다고 기록하고 있다. 1431년 앙코르 멸망 이후 많은 사람들과 서적, 연구물들이 타이의 수도 아유타야로 옮겨졌다. 대분의 사람들은 남쪽의 프놈펜 근교로 새롭게 중심 이동이 된 것이다.

### 종교 분쟁
어떤 학자들은 앙코르 몰락의 원인을 자야바르만 7세 이후 힌두교에서 소승 불교로의 개종한 데서 몰락의 원인을 찾기도 한다. 소승 불교의 개인에 대한 극단적인 실체의 부정으로 인해, 왕조 숭배의 활력이 떨어졌다는 것이다.

## 앙코르의 복원과 보존
이 위대한 도시는 19세기 프랑스 고고학자들이 탐험을 해서 발굴할 때까지 밀림에 묻혀있었다. 1907년~1970년까지의 작업은 프랑스 극동학원의 관할 하에서 진행되었다. 그들은 숲을 제거하고, 제단을 수리하고, 배수로를 설치하여 붕괴를 막았다.
1993년 이후 캄보디아 내전으로 중단된 이런 작업들이 재개되었고, 프랑스와 일본, 유네스코가 합작을 하여 국제위원회를 만들어 보존에 힘쓰고 있다.

## 용어 풀이

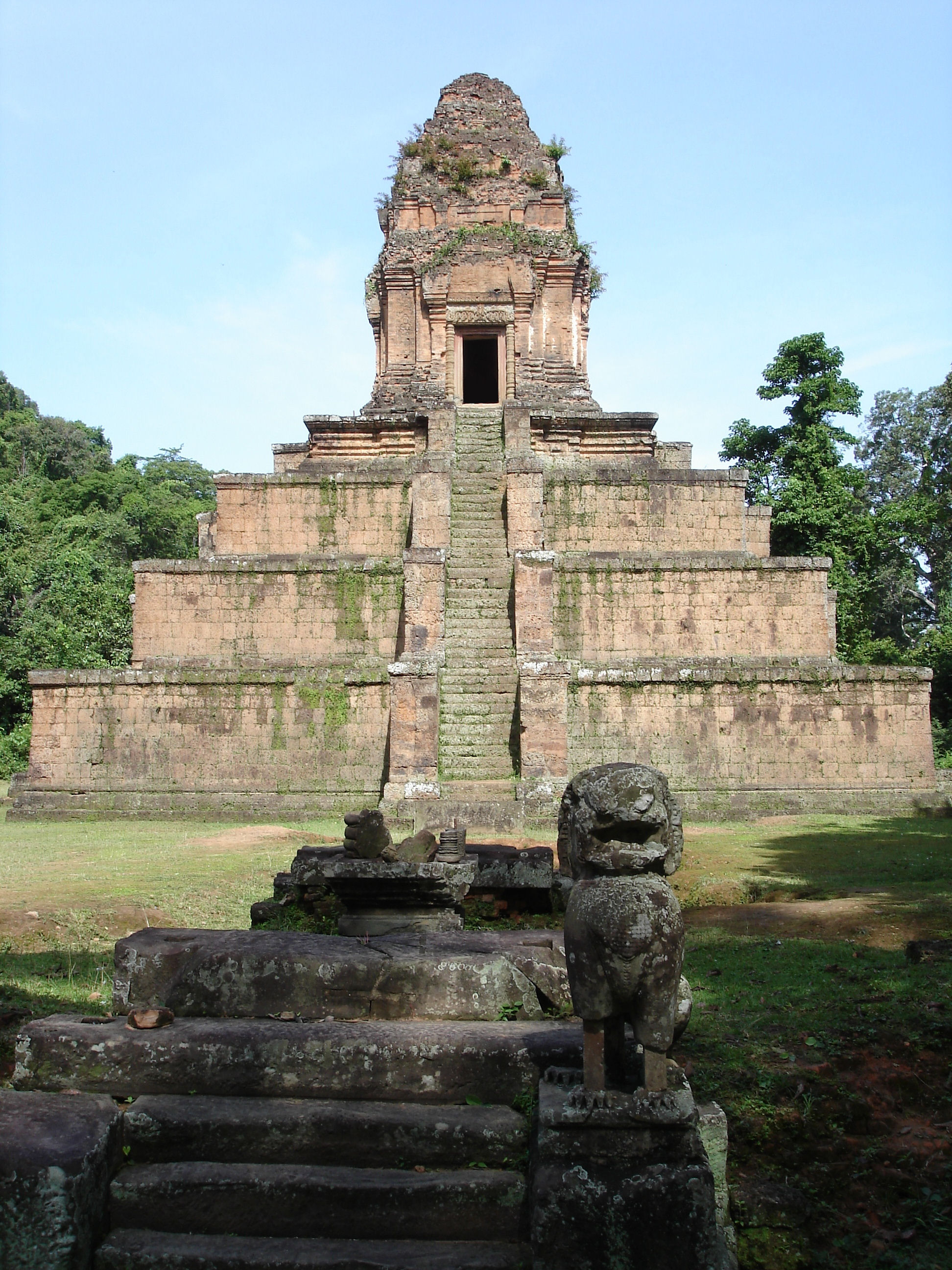
시바를 모신 박세이 참끄롱

- 앙코르(Angkor) - 도시(크메르어), 산스크리트어로는 나가라(nagara)
- 톰(Thom) - 큰(크메르어)
- 반테이(Banteay) - 성채 또는 요새(크메르어)
- 스레이(Srei) - 여성(크메르어)
- 바레이(Baray) - 저수지, 호수
- 에스바라(Esvara) 또는 이스바라(Isvara) - 시바
- 고푸라(Gopura) - 출입구(산스크리트)
- 자야(Jaya) - 승리
- 프놈(Phnom) - 산(크메르어)
- 프라삿(Prasat) - 탑(크메르어)
- 프레(Preah) - 성스러운(크메르어)
- 타(Ta) - 조상(크메르어)
- 바르만(Varman) - 보호자, 방패
- 왓(Wat) - 사원(크메르어)

## 앙코르 유적군
- 앙코르 톰, 앙코르 와트
- 박세이 참크롱, 스라 스랑
- 반테이 끄데, 반테이 쌈르, 반테이 스레이
- 바이욘, 바푸욘
- 차우 사이 토바다, 끄발 스페안, 끄레앙, 끄롤 꼬, 롤레이, 닉 뻬안, 삐메안나카스
- 동 바레이, 서 바레이, 동 메본, 서 메본
- 프놈 바켕, 프놈 끄롬
- 프라삿 악 윰, 프라삿 끄라반
- 프레아 칸, 프레아 코, 프레아 팔릴라이, 프레아 피투, 프레 럽, 스피안 타마
- 타 네이, 타 프롬, 타 솜, 타 께오
- 코끼리 테라스, 문둥왕 테라스

## 같이 보기
- 앙코르 와트
- 앙코르 톰
- 크메르 제국
- 앙코르 왕국
- 수코타이
- 야유타야 왕국
- 진랍풍토기 / 주달관과 앙리 무오